# Corteo
 (octobre 2022).
Corteo est un spectacle du Cirque du Soleil dont la tournée nord-américaine a commencé en 2005. Corteo (qui signifie « cortège » en italien) est une joyeuse procession, une parade festive imaginée par un clown. 
En France, ce spectacle a été présenté sur l'île Seguin à Boulogne, en novembre-décembre 2011.

## Concepteurs
- Guy Laliberté - Guide, président-fondateur du Cirque du Soleil
- Daniele Finzi Pasca - Créateur et directeur
- Line Tremblay - Directeur de la création
- Philippe Leduc - Directeur musical et compositeur
- Maria Bonzanigo - Directeur musical et compositeur
- Jean Rabasse - Décorateur

## Numéros
- Artiste marionnette
- Courroies aériennes
- Danse Helium
- Duo acrobatique
- Duo Adagio
- Échelle
- Fil de fer
- Golf
- Jonglerie
- Lits trampolines
- Lustres
- Paradis
- Petits chevaux
- Planche sautoir
- Pole dance
- Roue Cyr
- Teatro Intimo
- Tournik
- Verres de cristal et bols tibétains